# Marvin Calvo
Marvin Calvo González  (Costa Rica, 12 de septiembre de 1982) es un jugador de fútbol costarricense. Juega de delantero y su club actual es la Asociación Deportiva Barrio México de la Primera División de Costa Rica.

## Clubes
| Club                               | País       | Año           |
| ---------------------------------- | ---------- | ------------- |
| Municipal Liberia                  | Costa Rica | 2004-2006     |
| Liga Deportiva Alajuelense         | Costa Rica | 2006-2007     |
| Municipal Pérez Zeledón            | Costa Rica | 2008          |
| Asociación Deportiva San Carlos    | Costa Rica | 2008-2009     |
| Asociación Deportiva Barrio México | Costa Rica | 2009-presente |